# Nastus emirnensis
Nastus emirnensis är en gräsart som först beskrevs av John Gilbert Baker, och fick sitt nu gällande namn av Aimée Antoinette Camus. Nastus emirnensis ingår i släktet Nastus och familjen gräs. Inga underarter finns listade i Catalogue of Life.